# Nové Město nad Metují (nádraží)
Nové Město nad Metují je železniční stanice v západní části stejnojmenného města v okrese Náchod v Královéhradeckém kraji poblíž ramene řeky Metuje. Leží na jednokolejné neelektrizované trati Týniště nad Orlicí – Meziměstí. Přibližně 500 metrů východně je umístěno městské autobusové stanoviště.

## Historie
Stanice byla vybudována jakožto součást trati Rakouské společnosti státní dráhy (StEG) spojující Choceň a Meziměstí, kde železnice dosáhla hranice s Pruskem. Pravidelný provoz zde byl zahájen 25. července 1875. Nově postavené nádraží v Novém Městě vzniklo jako stanice III. třídy, dle typizovaného stavebního vzoru navrženého architektem Wilhelmem von Flattichem.
Po zestátnění StEG v roce 1908 pak obsluhovala stanici jedna společnost, Císařsko-královské státní dráhy (kkStB), po roce 1918 pak správu přebraly Československé státní dráhy.

## Popis
Nachází se zde dvě nekrytá hranová nástupiště, k příchodu k vlakům slouží přechody přes kolejiště. Součástí areálu nádraží je též koncové nákladní odstavné kolejiště. Z nádraží je vyvedeno několik nákladních vleček.